# 매기 로슨
매기 로슨(Maggie Lawson, 1980년 8월 12일 ~ )은 미국의 배우이다.

## 출연 작품
- 엔젤 프롬 헬 (2016)
- 백 인 더 게임 (2013)
- 싸이크 7 (2013)
- 싸이크 6 (2011)
- 킬러 헤어 (2009)
- 호스틸 메이크오버 (2009)
- 싸이크 4 (2009)
- 스틸 웨이팅... (2009, Still Waiting...)
- 게이머 (2009)
- 싸이크 3 (2008)
- 피어 잇셀프 (2008)
- 싸이크 2 (2007)
- 클리너 (2007)
- 싸이크 1 (2006)
- 윈터 브레이크 (2003)
- 캠퍼스 컨닝왕 (2002)
- 공주와 거지 (2000)
- 플레전트빌 (1998)